# Omar ben Asuad
Omar ben Asuad al-Gassani o Ummar ibn Aswad al-Gassani fue rey de la cora y República Marítima de Pechina, con capital en Bayyāna (la actual Pechina, en la provincia de Almería, Comunidad Autónoma de Andalucía, España), dependiente del emirato de Córdoba durante el tiempo de la ocupación árabe de la península ibérica.
Omar ben Asuad al-Gassani fue uno de los mandatarios más prominentes de la República Marítima de Pechina. Sería el califa Abderramán II quien encargara en el siglo IX a las familias yemeníes de los Gassani y los Ru'ayn o Ruini la defensa y población de la comarca, que se convertiría en la tercera cora del emirato de Córdoba y recibiría el nombre de Urs al-Yaman. Pechina disfrutó de una gran autonomía dentro del emirato y llegaría a ser sede del almirantazgo y de la flota califal bajo el mandato de Abderramán III (929-961, gracias a la prosperidad comercial del cercano puerto de al-Mariyyat Bayyāna, la actual Almería.
Bajo el mandato de Omar ben Asuad se construyeron las murallas que rodeaban la ciudad y una espléndida mezquita a la semejanza de la de Córdoba. Según al-Udri, historiador almeriense del siglo XI, la mezquita tenía «siete naves dispuestas en dos alas y unidas en el centro por una gran cúpula levantada sobre cuatro grandes columnas». 
Además, el puerto de la actual Almería se consolidó en ese tiempo como puerta comercial al Mediterráneo oriental; desde él se exportaban el lino y la célebre seda almeriense y se importaban cereales. Pechina se convirtió en uno de los centros neurálgicos del emirato de al-Ándalus.
El geógrafo al-Himyari (siglos XIII y IV) describe así la ciudad en tiempos del reinado de Omar ben Asuad, a finales del siglo IX:

“Cerca de Pechina se encontraba la Mezquita Aljama de la comarca, aunque Pechina estuvo formada por barrios dispersos hasta que se instalaron en ella los marinos, que dominaron a los árabes e impusieron su autoridad, unieron los barrios dispersos y construyeron su muralla, siguiendo el modelo y disposición de Córdoba. Sobre una de las puertas de Pechina colocaron una estatua que se asemejaba a la que había sobre la Puerta del Puente. Gentes de todas partes llegaron a ella; venían de todos los lugares huyendo de las revueltas que eran generales por entonces. La ciudad constituyó una residencia apacible y un asilo seguro para todos los que fueron a instalarse allí o a refugiarse en ella. Importaban de África todos los artículos necesarios para su aprovisionamiento, así como los objetos de comercio, Y esta fue igualmente una de las razones que motivaron la llegada e instalación de nuevos habitantes. Comenzaron a proliferar los arrabales en torno a ella. En Pechina penetran dos grandes arroyos [acequias], uno de los cuales por lo alto de la ciudad, desde la parte oriental, riega todas las huertas, mientras que el segundo atraviesa los arrabales septentrionales de los que sale para los meridionales para terminar en el río por esa parte. La mezquita aljama [principal] de Pechina se encuentra en el interior de la ciudad; la construyó Umar ben Aswad. En ella hay una bóveda sobre una cúpula con once arcos levantados sobre catorce columnas; la parte alta d la bóveda está esculpida con maravillosas inscripciones. Al este de la bóveda hay tres naves y al oeste cuatro, más anchas que las orientales y que reposan sobre columnas de piedra. En el patio de la mezquita hay un pozo de agua dulce. En la ciudad de Pechina había once baños, telares de seda y comercios prósperos. El río que venía del este de la ciudad se llevaba, en los periodos de crecida, muchos de los arrabales y zocos”